# العلاقات الأردنية اليابانية
العلاقات الأردنية اليابانية هي العلاقات الثنائية التي تجمع بين الأردن واليابان.

## مقارنة بين البلدين
هذه مقارنة عامة ومرجعية للدولتين:
| وجه المقارنة                                              | الأردن                   | اليابان         |
| --------------------------------------------------------- | ------------------------ | --------------- |
| المساحة (كم2)                                             | 89.34 ألف                | 377.97 ألف      |
| عدد السكان (نسمة)                                         | 9.81 مليون               | 126.79 مليون    |
| الكثافة السكانية (ن./كم²)                                 | 109.81                   | 335.45          |
| العاصمة                                                   | عمان                     | طوكيو           |
| اللغة الرسمية                                             | اللغة العربية            | اللغة اليابانية |
| العملة                                                    | دينار أردني              | ين ياباني       |
| الناتج المحلي الإجمالي (بليون دولار)                      | 40.07 مليار              | 4.87 تريليون    |
| الناتج المحلي الإجمالي (تعادل القوة الشرائية) بليون دولار | 82.80 مليار              | 5.18 تريليون    |
| الناتج المحلي الإجمالي الاسمي للفرد دولار أمريكي          | 4.94 ألف                 | 34.52 ألف       |
| الناتج المحلي الإجمالي للفرد دولار أمريكي                 | 12.05 ألف                | 36.62 ألف       |
| مؤشر التنمية البشرية                                      | 0.748                    | 0.903           |
| رمز المكالمات الدولي                                      | +962                     | +81             |
| رمز الإنترنت                                              | .jo                      | .jp             |
| المنطقة الزمنية                                           | ت ع م+02:00، ت ع م+03:00 | توقيت اليابان   |

## مدن متوأمة
في ما يلي قائمة باتفاقيات التوأمة بين مدن أردنية ويابانية:
- ترتبط عمان مع طوكيو باتفاقية توأمة منذ 1994.[13][14][13][14]

## منظمات دولية مشتركة
يشترك البلدان في عضوية مجموعة من المنظمات الدولية، منها:
| علم المنظمة | اسم المنظمة                               | تاريخ انضمام الأردن | تاريخ انضمام اليابان |
| ----------- | ----------------------------------------- | ------------------- | -------------------- |
|             | يونسكو                                    | 14 يونيو 1950       | 2 يوليو 1951         |
|             | مؤسسة التمويل الدولية                     | 20 يوليو 1956       | 20 يوليو 1956        |
|             | المركز الدولي لتسوية المنازعات الاستشارية | 29 نوفمبر 1972      | 16 سبتمبر 1967       |
|             | منظمة حظر الأسلحة الكيميائية              | ?                   | ?                    |
|             | مؤسسة التنمية الدولية                     | 4 أكتوبر 1960       | 27 ديسمبر 1960       |
|             | منظمة التجارة العالمية                    | ?                   | ?                    |
|             | وكالة ضمان الاستثمار متعدد الأطراف        | 12 أبريل 1988       | 12 أبريل 1988        |
|             | الاتحاد البريدي العالمي                   | ?                   | ?                    |
|             | منظمة الشرطة الجنائية الدولية             | ?                   | ?                    |
|             | الأمم المتحدة                             | 14 ديسمبر 1955      | 18 ديسمبر 1956       |
|             | الاتحاد الدولي للاتصالات                  | 20 مايو 1947        | 29 يناير 1879        |
|             | البنك الدولي للإنشاء والتعمير             | 29 أغسطس 1952       | 13 أغسطس 1952        |

## وصلات خارجية
- موقع وزارة الخارجية الأردنية
- موقع وزارة الخارجية اليابانية